# ヨリト・スメーツ
ヨリト・スメーツ（Jorrit Smeets、1995年3月25日 - ）は、オランダ・ラントヒュラーフ出身の元サッカー選手。現役時代のポジションはミッドフィールダー。

## クラブ歴
ローダJCで育成され、2014-15シーズンよりトップチームに昇格したが、出場機会を全く得られず、2016年7月21日、フォルトゥナ・シッタートにフリーで加入した。
2021年2月1日、アルメレ・シティFCに移籍した。
2023年8月26日、FCエメンに1年契約で移籍した。